# Diosas
Diosas. Misterios de lo divino femenino (en inglés Goddesses. Mysteries of the Feminine Divine) es una obra recopilatoria de las diversas conferencias sobre lo divino femenino que impartió el mitólogo, escritor y profesor estadounidense Joseph Campbell entre 1972 y 1986, siendo reunidas por la editora Safron Rossi, especialista en los estudios sobre la diosa, profesora de mitología y curadora de las colecciones de los Opus Archives, que albergan los manuscritos y la biblioteca personal de Joseph Campbell. Forma parte de su Obra completa.

## Sinopsis
Si bien el trabajo de Campbell tuvo un alcance extenso y profundo mientras cubría las más grandes tradiciones mitológicas del mundo, nunca escribió una obra sobre las diosas de la mitología mundial. Sin embargo, tenía mucho que decir sobre el tema. Entre 1972 y 1986 dio más de veinte conferencias y talleres sobre las diosas, explorando las figuras, funciones, símbolos y temas de lo divino femenino, y siguiéndolas a través de sus transformaciones en todas las culturas y épocas.
En este volumen la editora Safron Rossi recoge estas conferencias por primera vez. En ellas, Campbell traza la evolución de lo divino femenino desde una gran Diosa única a múltiples diosas, desde el Neolítico de la antigua Europa hasta el Renacimiento. Arroja nueva luz sobre los motivos clásicos y revela cómo lo divino femenino simboliza las energías arquetípicas de la transformación, la iniciación y la inspiración.

## Edición en castellano
- Campbell, Joseph (2015, 2025). Diosas. Misterio de lo divino femenino (Quinta edición). Traducción Cristina Serna Alonso. Cartoné. Colección Imaginatio vera. Vilaür: Ediciones Atalanta. ISBN 978-84-943770-4-4.

- Datos: Q20732157